# 銀金礦

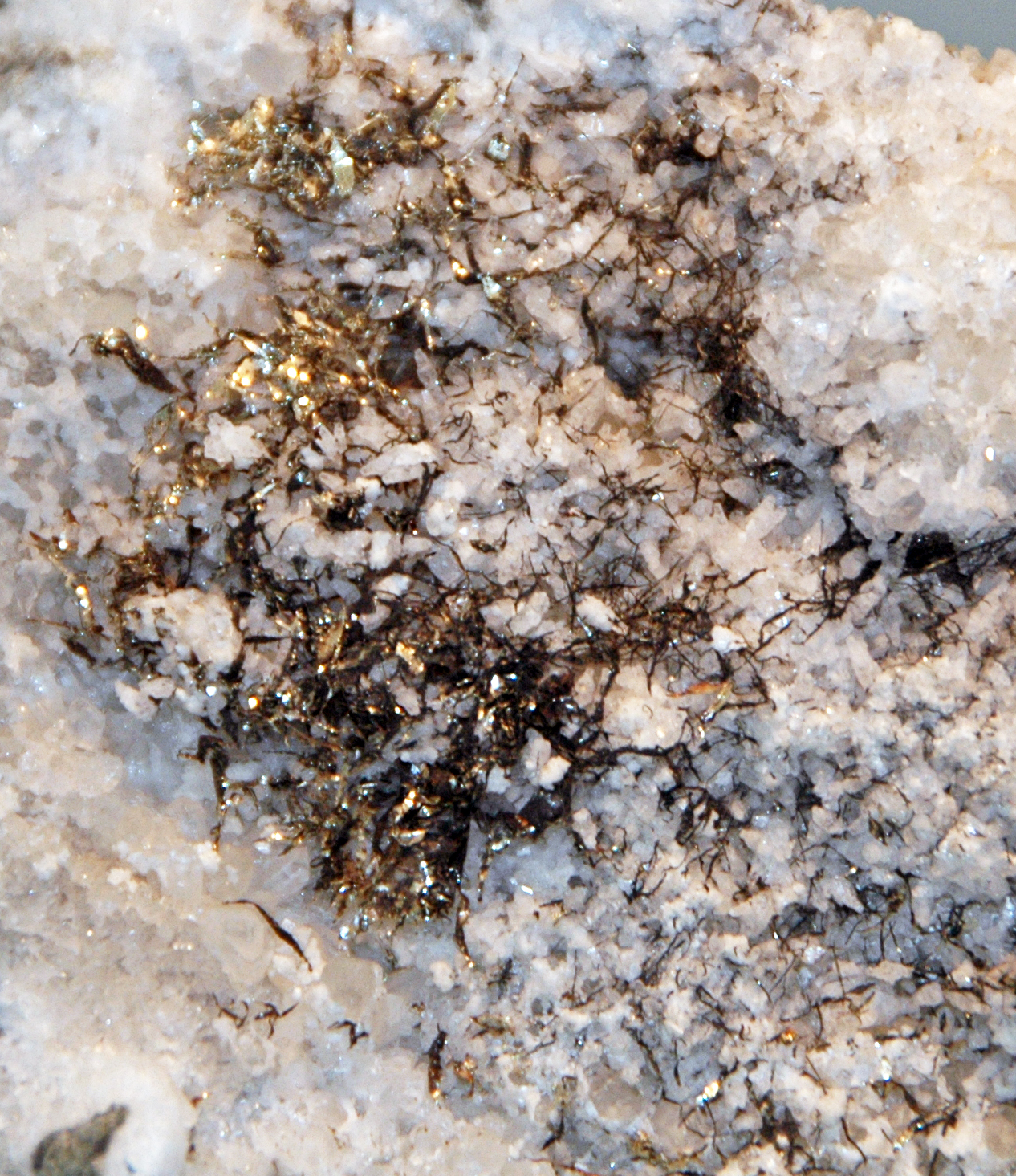
石英上的自然銀金「丝」，从科罗拉多州特柳赖德的旧走私联盟矿井得到的历史样本。

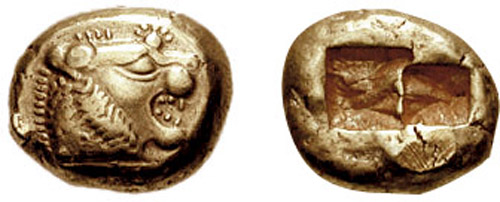
公元前6世纪的吕底亚银金矿硬币（价值1/3斯塔特），是已知的最古老的硬币之一

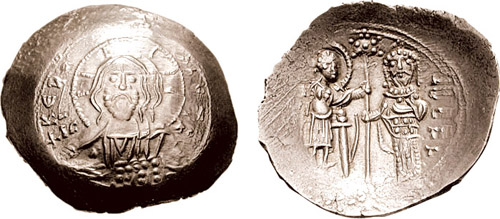
拜占庭皇帝阿历克塞一世的银金矿硬币。

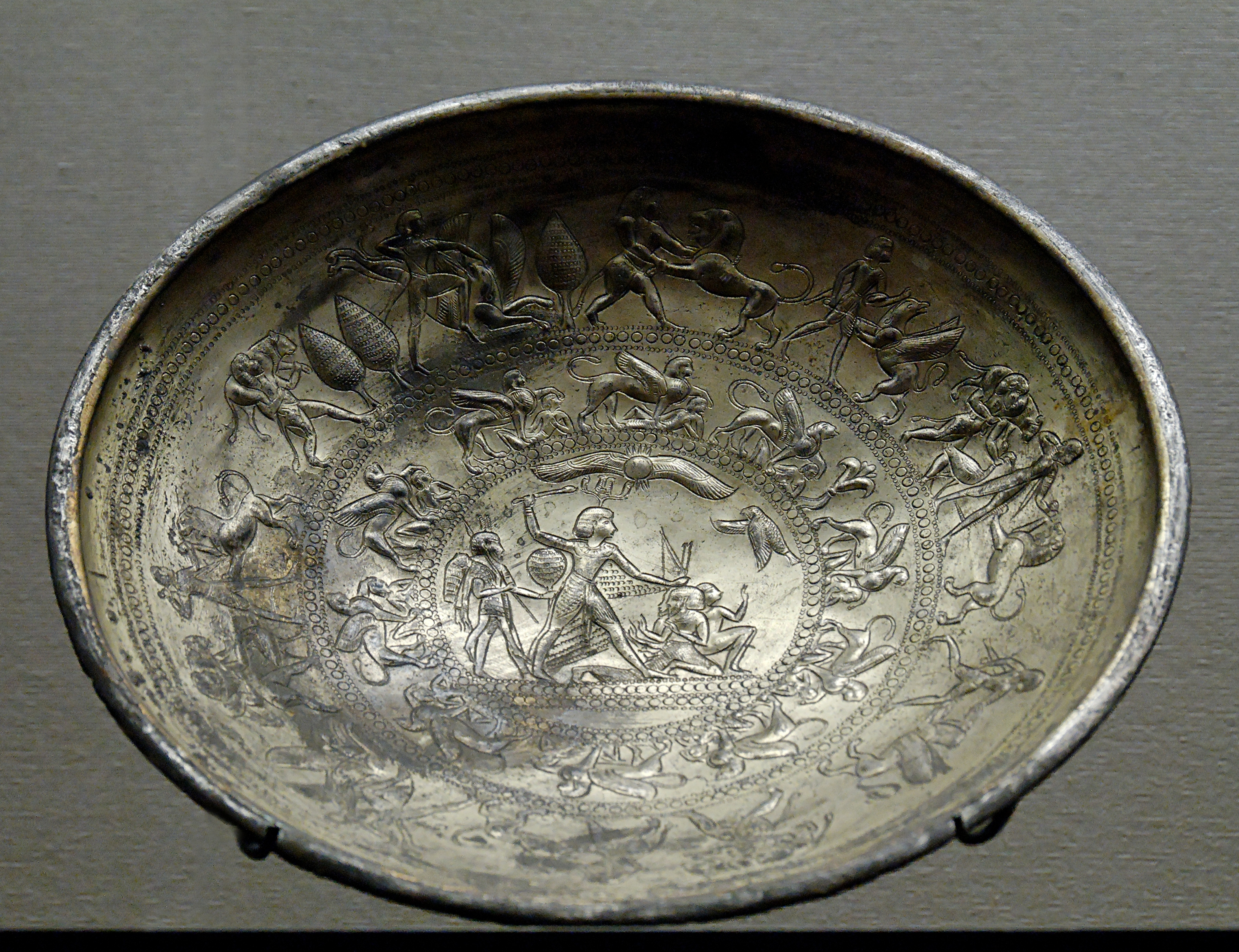
有神话场景的杯，一个带状狮身人面像装饰和代表国王打败他的敌人。 银金矿製，Cypro-Archaic I（公元前8 - 7世纪）。 原址为塞浦路斯的Idalion。

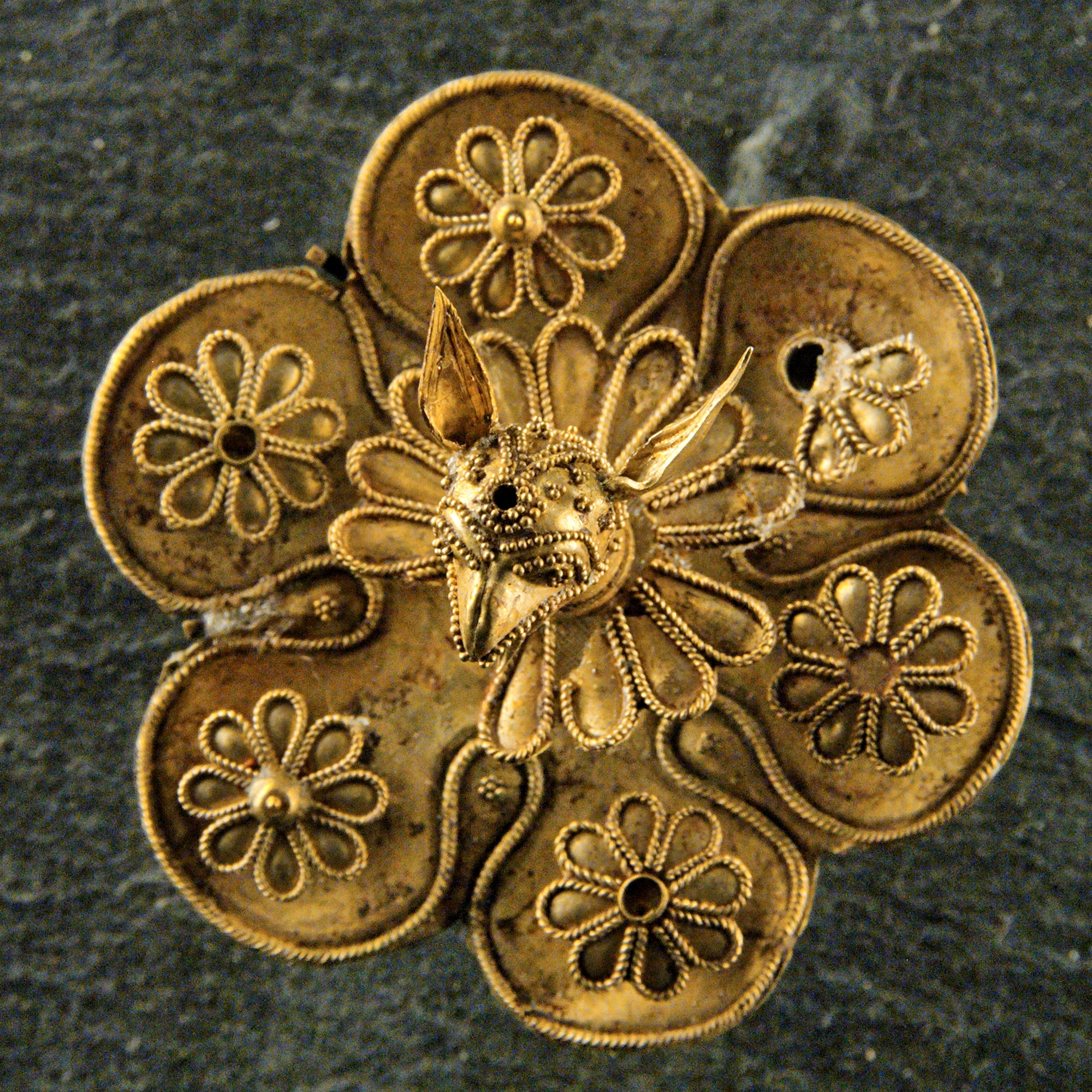
有狮鹫头雕的胸针银金矿製，约公元前625-600年。原址为罗得岛中Kameiros的墓地。

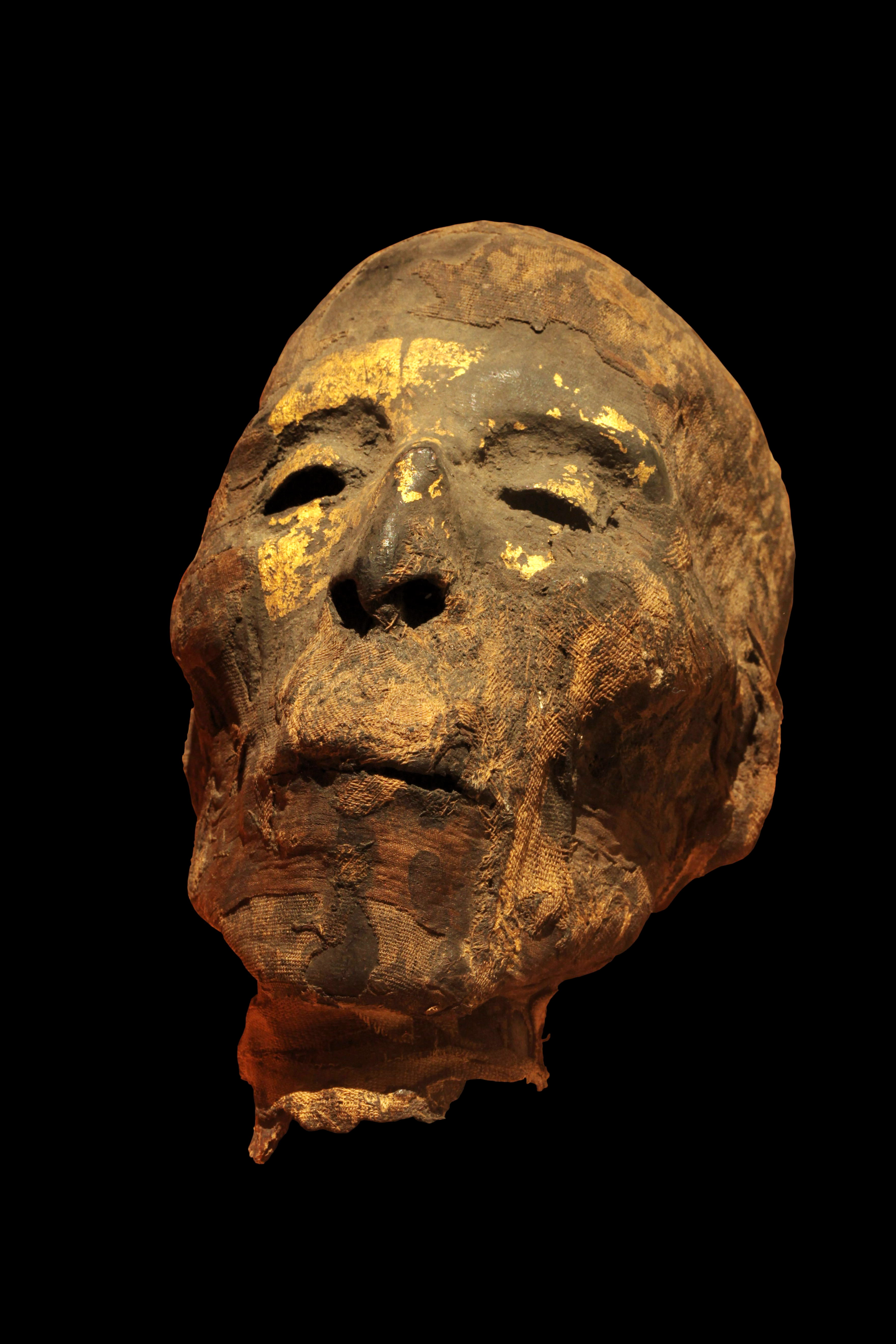
一个用银金矿覆盖的木乃伊男性头，可以追溯到古埃及的托勒密王朝（约公元2世纪）。

银金矿（英語：Electrum），亦作琥珀金、银金齐，是一种金和银的天然合金，包含极少量的铜和其他金属。它已经能够人为生产，经常被称为绿金。古希腊人称之为「黄金」或「白金」，而不是「精炼黄金」。它的颜色根据黄金和银的比例不同而改变，变化范围从苍白到亮黄色。狭义的银金矿含银量为15%～50％。含银量低于5%者为自然金，含银量5%~15%者为含银自然金，含银量50%～85％者为金银矿，含银量85%~95%者为含金自然银，含银量大于95%者为自然银。
在现代西部安那托利亚的天然银金矿中，含金量可达70％到90％。而同一地区被用于铸造古吕底亚钱币的银金矿含金量只有45％至55％。这表明在这一领域造币的发明是为了通过发行含金量低于普通循环金属的货币而增加铸币税的利润。
银金矿早在公元前三千年中的埃及古王國時期被使用，有时作为古埃及金字塔和方尖碑顶部的頂角錐的外部涂层。它也被用于制造古饮水容器。第一金属硬币都是银金矿製的和追溯至公元前7世纪末或公元前6世纪初。几十年来，诺贝尔奖的奖章都是镀金绿金製的。
银金矿名字还被用来表示德国「银」（镍银），主要为其使用制作技术手段。

## 词源
「银金矿/电金」（electrum）这个名字是希腊语ἤλεκτρον的拉丁语形式（èlektron），在奥德赛中提及的是一种金属物质，一种由金加入银制成的合金。同样的词也用于琥珀，可能是因为某些种类是淡黄色的。词中现代英语单词「电子」（electron）和「电」（electricity）的部分来自琥珀的静电（electrostatic）性质。银金矿在古时候经常被称为「白金」，但「淡金」这种说法可能更为准确，因为它的颜色通常是淡黄色或黄白色。白金的现代用法通常表示金与其他一种或多种金属，例如镍、银、铂和钯等熔炼成合金，以产生银色的金。

## 成分
银金矿的主要组成是金和银，但有时会找到包含极少量的铂、铜和其他金属。该名称主要用于约20-80%的金和20-80%的银原子之间的合成物，但这些都是取决于主要元素而严格地称为金或银。在对约公元前600年的古希腊造币的银金矿组分分析中，显示了由福西亚发行的金币中的黄金含量约为55.5％。在古典时代早期，银金矿的含金量范围从福西亚的46%到米蒂利尼的43%。在这些地区的后期造币技术中，直到公元前326年，含金量平均为40%至41%。在希腊化时代中，布匿人发行的银金矿币里黄金的比例有所下降。后来在君士坦丁堡控制的拜占庭帝国下，金币的纯度降低了，并且开始使用可以称为银金矿的一种合金。

## 历史
银金矿在埃及第五王朝的法老萨胡拉的考察中被提到。还在老普林尼的《博物志》里讨论过。
银金矿被认为已经在公元前约600年的阿吕亚泰斯统治下的吕底亚用作硬币。
银金矿比金更适合用作造币，主要是因为它是更坚硬和更耐用，但炼金技术在当时并不普及。从现代西安那托利亚（70-90%）到古吕底亚造币（45-55%）的含金量之间的差异表明，吕底亚人已经解决了银的炼制技术，并在介绍以下引用的纯银圆之前向当地原住民提供了一些精炼银。
在吕底亚，银金矿被铸造成4.7克硬币，每一个价值1/3斯塔特（意为「标准」）。三个硬币（重量约为14.1克，将近0.5盎司）价值一斯塔特，约一名士兵一个月的薪水。为补充斯塔特的计量单位，分数单位的钱币也被铸造：trite（三分之一）、hekte（六分之一）还有1/24斯塔特，甚至低至1/48和1/96斯塔特。 1/96斯塔特硬币只有0.14到0.15克。较大面额，如一斯塔特的硬币，也会被铸造。
由于银金矿的组成变化，难以鉴定每个硬币的确切价值。广泛的交易都受到这个问题的阻碍，因为谨慎的外国商人在当地的银金矿硬币上提供差价。
这些困难在公元前570年被引进的纯银圆淘汰。然而，银金矿货币仍然一直持续到大约公元前350年。最简单的原因是因为含金量，一个14.1克的斯塔特高达十几个14.1克的银片。